# 皮利皮-奧列克桑德里夫西基
49°1′19″N 27°9′31″E / 49.02194°N 27.15861°E
皮利皮-亞歷山德里夫斯基（烏克蘭語：Пилипи-Олександрівські）是位於烏克蘭西部的村莊，由赫梅利尼茨基州裡赫梅利尼茨基區的溫基夫齊市鎮負責管轄。該村始建於1759年，面積2.52平方公里，海拔高度264米，2001年人口953，人口密度每平方公里378人。